# LXDE
LXDE – środowisko graficzne zrealizowane jako wolne oprogramowanie dla systemów operacyjnych Unix oraz innych zgodnych z POSIX systemów takich jak Linux lub BSD. Nazwa LXDE oznacza „Lightweight X11 Desktop Environment”. LXDE zostało stworzone specjalnie z myślą o mniej wydajnych komputerach (starszej generacji lub nowszej z mniejszymi zasobami jak np. netbooki). LXDE jest szybkim i zarazem energooszczędnym rozwiązaniem.

## Komponenty
W przeciwieństwie do innych graficznych środowisk, komponenty LXDE nie są ściśle zintegrowane ze sobą. Mogą funkcjonować niezależnie od powiązań. Dlatego też LXDE można bezproblemowo stosować na różnych systemach. Środowisko zostało napisane w języku programowania C, a do obsługi interfejsu użytkownika wykorzystywana jest biblioteka GTK+.
- openbox
- LXPanel
- LXSession
- LXAppearance
- PCManFM
- leafpad
- xarchiver
- GPicView
- LXTerminal
- LXTask

## Dystrybucje oparte na LXDE
- Dawniej gOS
- Greenie
- lxde-sid-lite
- Myah OS 3.0 Box edition
- Parted Magic
- PUD GNU/Linux
- SliTaz
- TinyMe
- U-lite
- Vectorlinux LITE
- Arch Linux[1]
- Knoppix
- Debian[2]
- Lubuntu
- PCLinuxOS LXDE Desktop[3]
- Linux Mint LXDE
- Fedora LXDE Spin[4]
- SparkyLinux LXDE[5]
- Raspberry Pi OS (po modyfikacjach jako PIXEL)

## Galeria komponentów LXDE

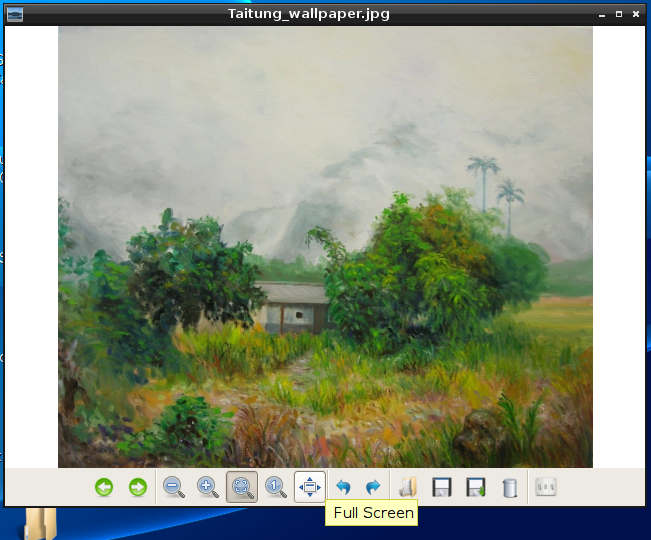
LXDE Picture Viewer
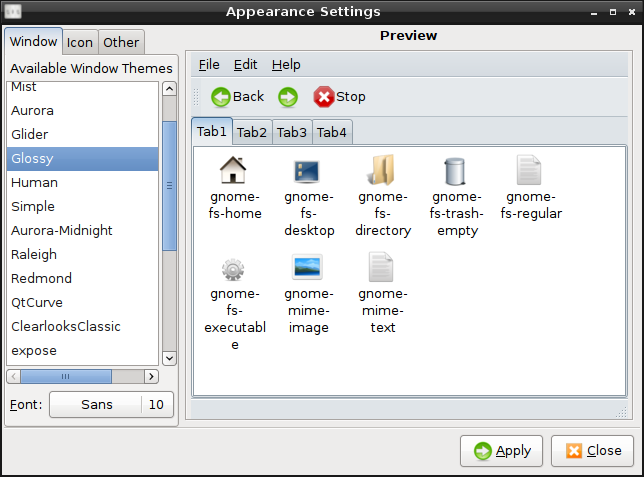
LXappearance
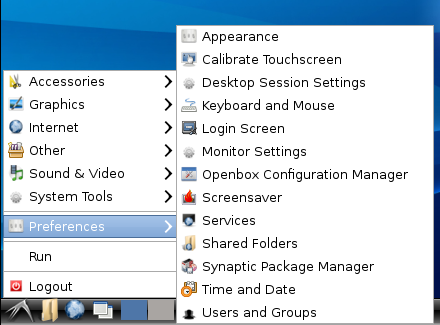
LXpanel
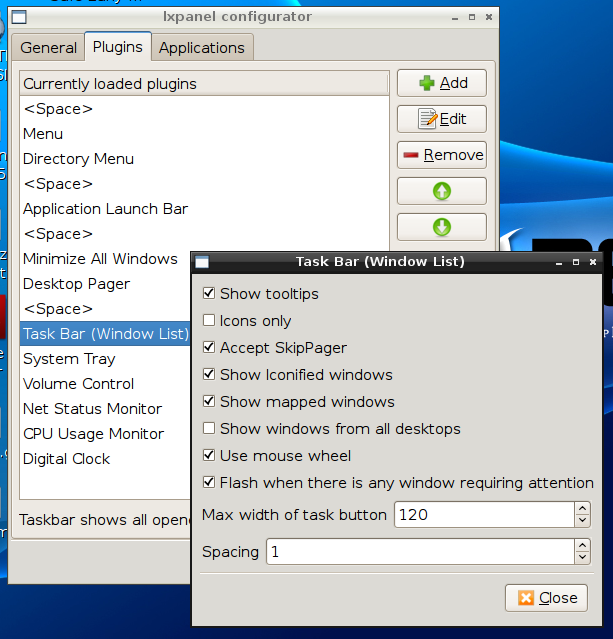
LXpanel Preferences
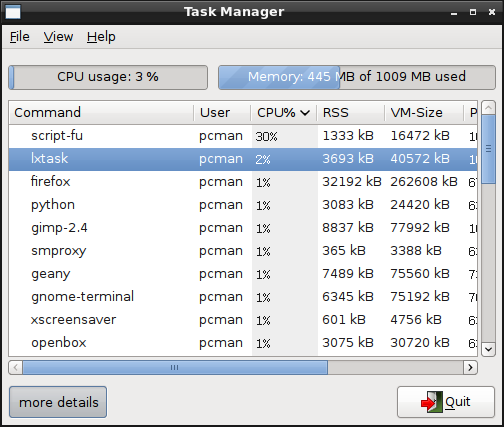
LXtask
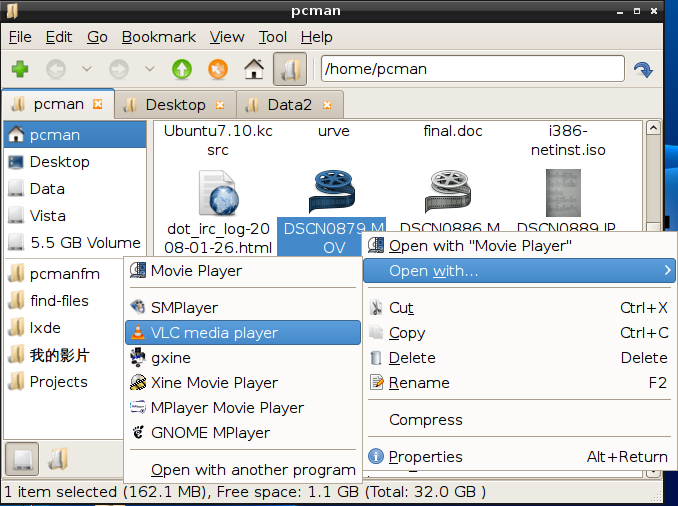
PCManFM
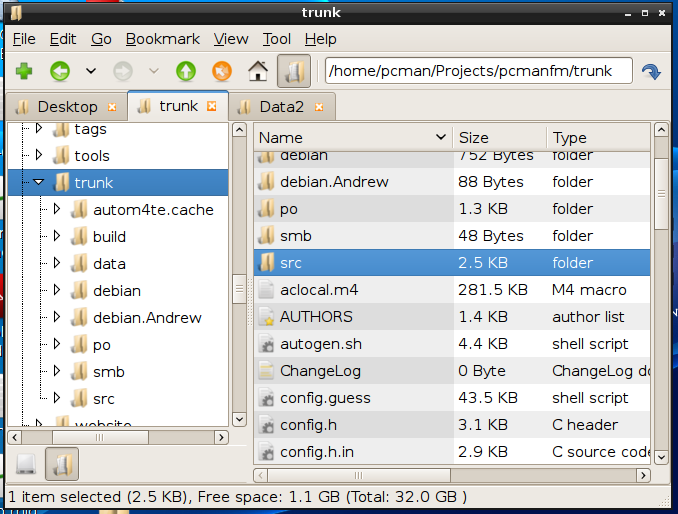
PCManFM
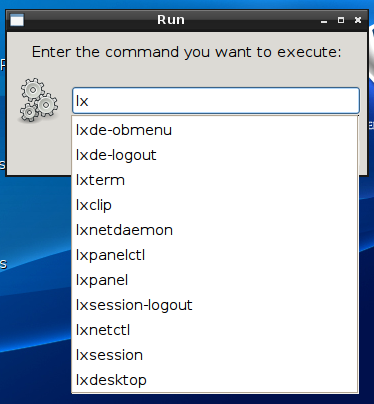
Autocompletion of Panel tasks